# Salamandra salamandra bernardezi
Salamandra salamandra bernardezi is een salamander uit de familie echte salamanders (Salamandridae). Het is een ondersoort van de vuursalamander (Salamandra salamandra).
De salamander is endemisch in noord- en noordwestelijk Spanje (voormalig Austrasië). Er is een grote variatie in kleur; sommige exemplaren hebben geen gele kleuren of zijn juist vrijwel geheel geel met zwarte lengtestrepen.
Salamandra salamandra bernardezi is de enige ondersoort van de vuursalamander die de jongen altijd volledig ontwikkeld ter wereld brengt, er is geen vrijzwemmend larvestadium.